# Право стање ствари
Право стање ствари је југословенски драмски филм Владана Слијепчевића, снимљен 1964. године.

## О филму
Филм је био врло гледан и запажен, нарочито у време шездесетих година прошлог века. На филмском фестивалу у Пули награђен је Сребрном ареном за режију, а добио је и награде за најбољу фотографију и сценографију. У овом филму, филмску каријеру је започео српски прослављени глумац Драган Николић.

## Кратак садржај
Млади инжењер Зоран Јаковљевић (Милош Жутић) је на служењу војног рока, док за то време његова супруга Бранка има љубавну аферу, због које ће се она убрзо покајати, али прекасно. Зоран сазнаје за аферу његове жене, па покушава да јој врати истом мером.

## Улоге
| Глумац                    | Улога                                   |
| ------------------------- | --------------------------------------- |
| Милош Жутић               | Зоран Јаковљевић, млади инжењер         |
| Михајло Костић Пљака      | Раде - Зоранов друг                     |
| Бранка Зорић              | Бранка, супруга Зоранова                |
| Станислава Пешић          |                                         |
| Драган Оцокољић           | Сенковић                                |
| Тамара Милетић            | Бранкина другарица                      |
| Оља Грастић               | Тања, другарица Бранкина                |
| Весна Крајина             | Девојка у ресторану                     |
| Мата Милошевић            | Психолог                                |
| Зоран Радмиловић          | Милан, новинар                          |
| Нада Урбан                |                                         |
| Дара Милошевић            |                                         |
| Љубица Драгић Стипановић  |                                         |
| Татјана Лучић             |                                         |
| Бранко Спољар             |                                         |
| Данило Цолић              |                                         |
| Марко Новачић             |                                         |
| Миодраг Милованов         |                                         |
| Ана Павић                 |                                         |
| Борис Павленић            |                                         |
| Ивона Брзеска             |                                         |
| Драган Николић            | Војни полицајац (као Драгослав Николић) |
| Душан Вујисић             | Богаташ                                 |
| Бранислав Цига Миленковић | Бранко Миленковић                       |
| Хелена Буљан              |                                         |
| Власта Велисављевић       |                                         |
| Бранко Шпољар             |                                         |